# ديف روبنز
ديف روبنز (بالإنجليزية: Dave Robbins) هو مدرب كرة سلة أمريكي، ولد في 10 سبتمبر 1942.

## روابط خارجية
- ديف روبنز على موقع قاعة المشاهير الجامعة الوطنية لكرة السلة (الإنجليزية)
- ديف روبنز على موقع قاعة كارولاينا الشمالية للمشاهير الرياضية (الإنجليزية)